# I segreti del tempo
I segreti del tempo (Lost Worlds) è un programma televisivo di genere documentario nel quale "vengono visitati mondi segreti che dietro di sé hanno lasciato tracce che il tempo non è riuscito a cancellare del tutto". Andato in onda originariamente su History tra il 2005 e il 2007, il programma è stato trasmesso in Italia dal 28 luglio 2012 su Focus.

## Episodi
| Nº | Titolo originale                 | Titolo italiano                             | Luogo                           | Prima TV          |
| -- | -------------------------------- | ------------------------------------------- | ------------------------------- | ----------------- |
| 1  | Palenque: Metropolis of the Maya | Palenque la città maya                      | Messico                         | 4 aprile 2005     |
| 2  | Knights Templar                  | I cavalieri templari                        | Siria                           | 10 luglio 2006    |
| 3  | Atlantis                         | Il mito di Atlantide                        | Creta, Santorini                | 17 luglio 2006    |
| 4  | Ramses' Egyptian empire          | Le meraviglie del regno di Ramses II        | Egitto                          | 24 luglio 2006    |
| 5  | Athens - Ancient Supercity       | Atene, metropoli dell'antichità             | Grecia                          | 31 luglio 2006    |
| 6  | Secret Cities of the A-Bomb      | Le città segrete                            | Stati Uniti                     | 7 agosto 2006     |
| 7  | Hitler's Supercity               | La nuova Berlino del Fuhrer                 | Germania                        | 14 agosto 2006    |
| 8  | Jesus' Jerusalem                 | La Gerusalemme di Gesù                      | Israele/Palestina               | 21 agosto 2006    |
| 9  | Churchill's Secret Bunkers       | Il bunker segreto di Churchill              | Inghilterra                     | 28 agosto 2006    |
| 10 | The Real Dracula                 | Il Conte Dracula                            | Romania                         | 4 settembre 2006  |
| 11 | Braveheart's Scotland            | La Scozia di Braveheart                     | Scozia                          | 11 settembre 2006 |
| 12 | The First Christians             | Sulle tracce di San Paolo                   | Grecia, Italia, Turchia         | 18 settembre 2006 |
| 13 | The Pagans                       | I megaliti: dalle Isole Orcadi a Stonehenge | Inghilterra                     | 25 settembre 2006 |
| 14 | Seven Wonders of the World       |                                             | Egitto, Grecia, Iraq, Turchia   | 1º agosto 2007    |
| 15 | Kama Sutra                       | La città del Kamasutra                      | India                           | 8 agosto 2007     |
| 16 | Secret A-Bomb Factories          | La culla della bomba atomica                | Stati Uniti                     | 15 agosto 2007    |
| 17 | Henry VIII's Mega Structures     | Le favolose architetture di Enrico VIII     | Inghilterra                     | 22 agosto 2007    |
| 18 | Secret U.S. Bunkers              | Bunker in America                           | Stati Uniti                     | 29 agosto 2007    |
| 19 | Herod the Great                  | Erode il Grande                             | Israele/Palestina               | 5 settembre 2007  |
| 20 | Building the Titanic             | La città del Titanic                        | Irlanda                         | 12 settembre 2007 |
| 21 | Sin City of the West             | I peccatori del selvaggio West              | Stati Uniti                     | 19 settembre 2007 |
| 22 | The Vikings                      | I vichinghi                                 | Danimarca, Inghilterra, Islanda | 26 settembre 2007 |
| 23 | Al Capone's Secret City          | La città nascosta di Al Capone              | Chicago (Stati Uniti)           | 3 ottobre 2007    |
| 24 | Lost Superpower of the Bible     | L'impero dimenticato della Bibbia           | Turchia                         | 10 ottobre 2007   |
| 25 | Stalin's Supercity               | La super capitale di Stalin                 | Russia                          | 17 ottobre 2007   |
| 26 | City of Armageddon               | La città di Armageddon                      | Israele/Palestina               | 24 ottobre 2007   |
| 27 | Jekyll & Hyde                    | Dottor Jekyll e Mr. Hide                    | Scozia                          | 31 ottobre 2007   |
| 28 | Age of Airships                  | L'era dei dirigibili                        | Germania, Stati Uniti           | 7 novembre 2007   |
| 29 | Ivan the Terrible's Fortress     | Ivan il terribile                           | Russia                          | 14 novembre 2007  |
| 30 | Pirates of the Caribbean         | Il paradiso dei pirati                      | Giamaica                        | 21 novembre 2007  |
| 31 | Taj Mahal                        | Dentro il Taj Mahal                         | India                           | 28 novembre 2007  |
| 32 | Lost City of Aphrodite           | La città della bellezza                     | Turchia                         | 5 dicembre 2007   |